# 석성산성 (용인시)
석성산성은 경기도 용인시에 있는 둘레 길이 2 km 정도의 토석축혼합 산성으로, 성 안에 봉수대와 건물 터가 있다. 고구려 장수왕 때 백제 공략을 위해 축조한 성이다. 지금은 동쪽과 남쪽의 성벽만이 보존되고 있으며, 서쪽 정상부에는 군부대가 들어섰다.

## 위치
보개산성은 용인시 구성면과 포곡면, 기흥읍 일대에 걸쳐 있는 포곡식의 석축산성으로 석성산성(石城山城)이라고도 부른다. 보개산성은 보개산(해발 471.4m) 정상부를 북쪽 끝으로 하여 남서방향으로 해발 465m이상의 봉우리 3개를 지나, 남쪽의 계곡 상단을 남향하는 능선과 동남향한 능선을 함께 포용한 성벽으로 되어 있다.

## 전해오는 이야기
석성산성을 이곳 사람들은 신라시대에 쌓은 성터로 추정하고 있고  “마고할미”가 쌓았다고 해 “마고성(麻姑城)” 또는 음이 비슷한 “마귀(魔鬼)할미”가 쌓았다고 하여 “할미산성”이라고 부르기도 한다. 또한 산성을 넘는 이 고개를 '작고개'라 했다. 남쪽성벽 입구 나무기둥에는 누가 언제 달아놓았는지 “작고개” 라는 안내판도 빛바랜 채 걸려있다. 성(城)의 옛 우리말은 “잣” 또는 “재”라고 불렀기 때문에 '잣고개'에서 '작고개'로 와전된 것으로 보고 있다.
마성터널을 지나 남쪽 석성산으로 내려오면 석성산 봉수대가 나오고 조선 후기에 창건되어 일제강점기 전후에 폐사된 것으로 추정되는 금수암지(金水庵址)가 있다. 서쪽 사면의 통화사 주위에는 자연석성으로 이루어져 있는 산성이 보이는데 석성산성(石城山城), 성산성(城山城)이라 하며 보개산성이라고도 한다. 흔적이 조금 남아 있어 아쉬움이 남는다. 축성연대는 475년경이며 길이는 약 2km이다. 석성은 험악한 산세를 이용한 천혜의 요새로서 경사가 완만한 동쪽에만 반원형으로 남아 있다.
《삼국사기》에는 신라가 백제와 연합해 대대적인 고구려 공격에 나섰다. 한강 중상류 일대는 신라가 차지하고. 백제는 그들의 옛 도읍지가 있던 한강 하류유역을 수복했다. 하지만 신라는 곧이어 진흥왕14년(553) 한강하류 유역마저 백제에게서 탈취한 후 그곳에 신주라는 지방행정을 설치하면서 용인지역은 신라의 영역으로 들어갔다. 이때 석성산에 있는 할미산성도 축성된 것으로 추정되고 있다.

## 논란
이곳 지역에는 두개의 산에 두개의 산성이 존재한다. 바로 '석성산'과 '보개산'이다. '석성산'에 있는 산성을 '할미산성'이라 부르고 '보개산'에 있는 산성을 '석성산성'이라고 부르고 있다. 석성산과 보개산의 혼동에서 오는 착오로 보인다. 일부는 석성산자락을 할미산(할미산성)으로 불리고 있고 산이름도 나눠있지 않듯이 산성의 구별도 모호하다. 구별은 이곳을 통과하는 영동고속도로를 중심으로 북쪽 향수산 에버랜드 방향은 할미산성이고 남쪽 석성산 방향은 석성산성으로 보고 있다.(석성산 내용 참조)

## 같이 보기
- 석성산